# Club de Yates de Los Ángeles
El Club de Yates de Los Ángeles (Los Angeles Yacht Club en idioma inglés y oficialmente) es un club náutico ubicado en San Pedro (Los Ángeles), Estados Unidos. 

## Historia
Fue fundado en 1901 como South Coast Yacht Club, y en 1920 cambió su denominación a la actual. Primero ubicó su sede social en la Isla Terminal, y en 1936 se mudó a la sede que utiliza hoy en día.
En 1932, su regatista Owen Churchill obtuvo la medalla de oro en los Juegos Olímpicos de Los Ángeles como patrón del barco vencedor de la clase 8 metros, y, en esa misma clase, su hija Antonia Churchill-Lance compitió en los Juegos Olímpicos de Berlín. 
En 1939 organizó el Campeonato Mundial de Snipe, y en 1941 lo ganó con Darby Metcalf y Fred Schenck, repitiendo triunfo Darby Metcalf en 1941, esta vez con George Lounsberry de tripulante.
En 1940, sus regatistas James Cowie y Gordon Cowie ganaron el Campeonato Mundial de Star y el club organizó el mundial del año siguiente, que también ganaron los socios del club George Fleitz y William Severance. George Fleitz, esta vez con Walter Krug, volvió a ganar en 1946.